# Nieuwe-Hoofdhof
Het Nieuwe-Hoofdhof is een hofje in Amsterdam-Centrum.

## Plein
Alhoewel Amsterdam al eeuwenlang het begrip hofje kent, is dit hofje pas ontstaan in de jaren zeventig van de 20e eeuw. In dat decennium en de decennia daarna vond een uitgebreide sanering van de wijk Kattenburg plaats, waarbij de oorspronkelijke plattegrond deels verloren ging. Er kwamen nieuwe straten alsook dit hof. Het werd echter pas op 21 april 1993 vernoemd naar het bolwerk Nieuwe Hooft dat op het Nieuwe Eylandt lag. Een overblijfsel daarvan is het Nederlands Scheepvaartmuseum. Het Nieuwe-Hoofdhof is alleen voor voetgangers bereikbaar. Er loopt een voetpad met binnenplein vanaf het poortgebouw aan het Kattenburgerplein en Bijltjespad naar de Kattenburgerkade. De oorspronkelijke bebouwing is allang verdwenen voordat de sanering toesloeg waarbij de nieuwbouw weer werd vervangen door nieuwbouw. Alleen de achtergevels van gebouwen aan het Kattenburgerplein en de Kattenburgergracht geven nog gebouwen te zien van voor de sanering. 
Het hofje kent alleen adressen 43 tot en met 48. Er is wel een reliek te vinden uit de beginperiode van sanering in de jaren zeventig. In het hofje ligt een zandbak van Aldo van Eyck. Ook uit 1970 stamt een beeld, dat een tweelingzus is van Het westen ontvangt en ontmoet 't oosten van Theo Niermeijer.

## Afbeeldingen

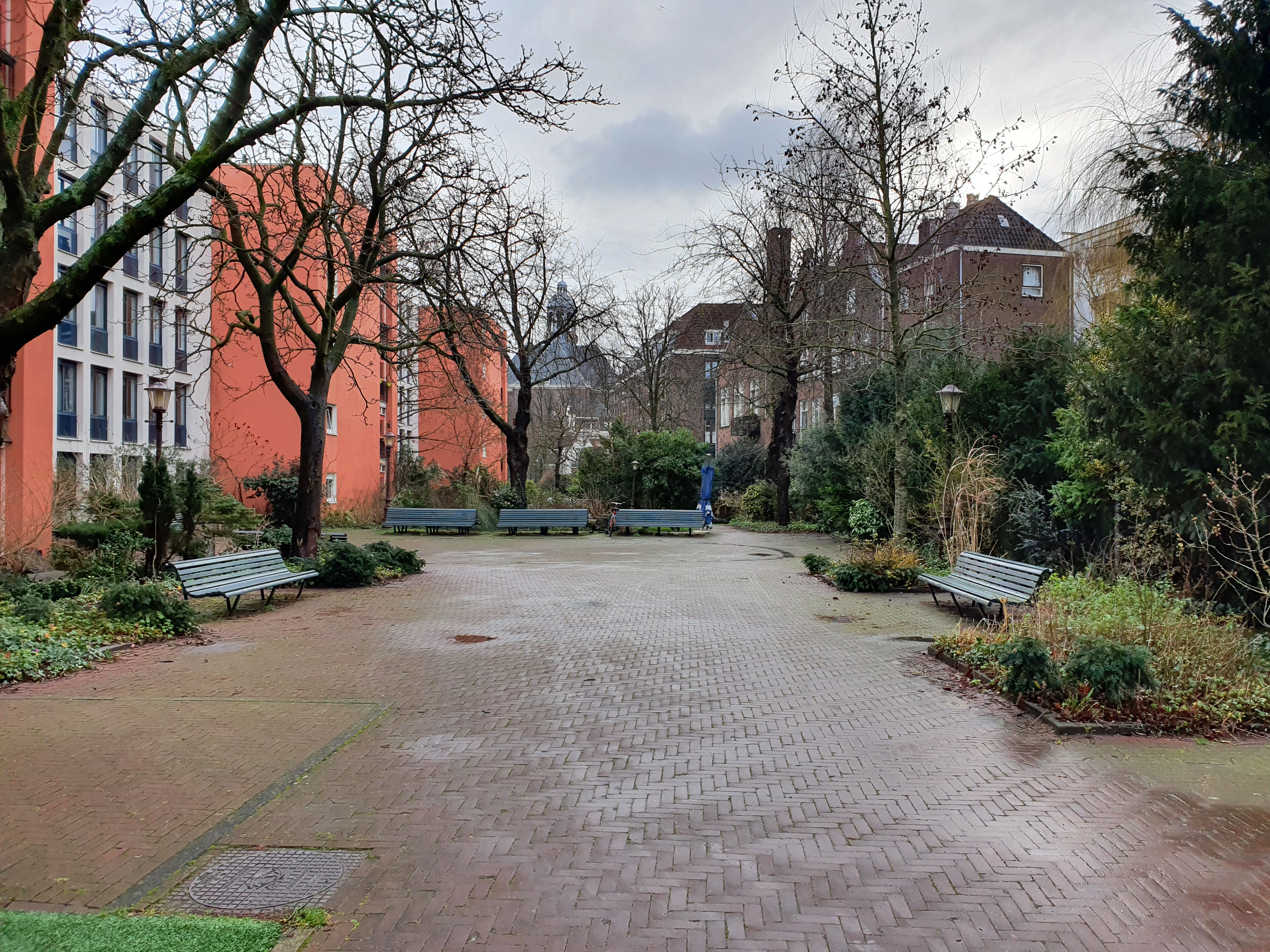
Nieuwe-Hoofdhof in 2021
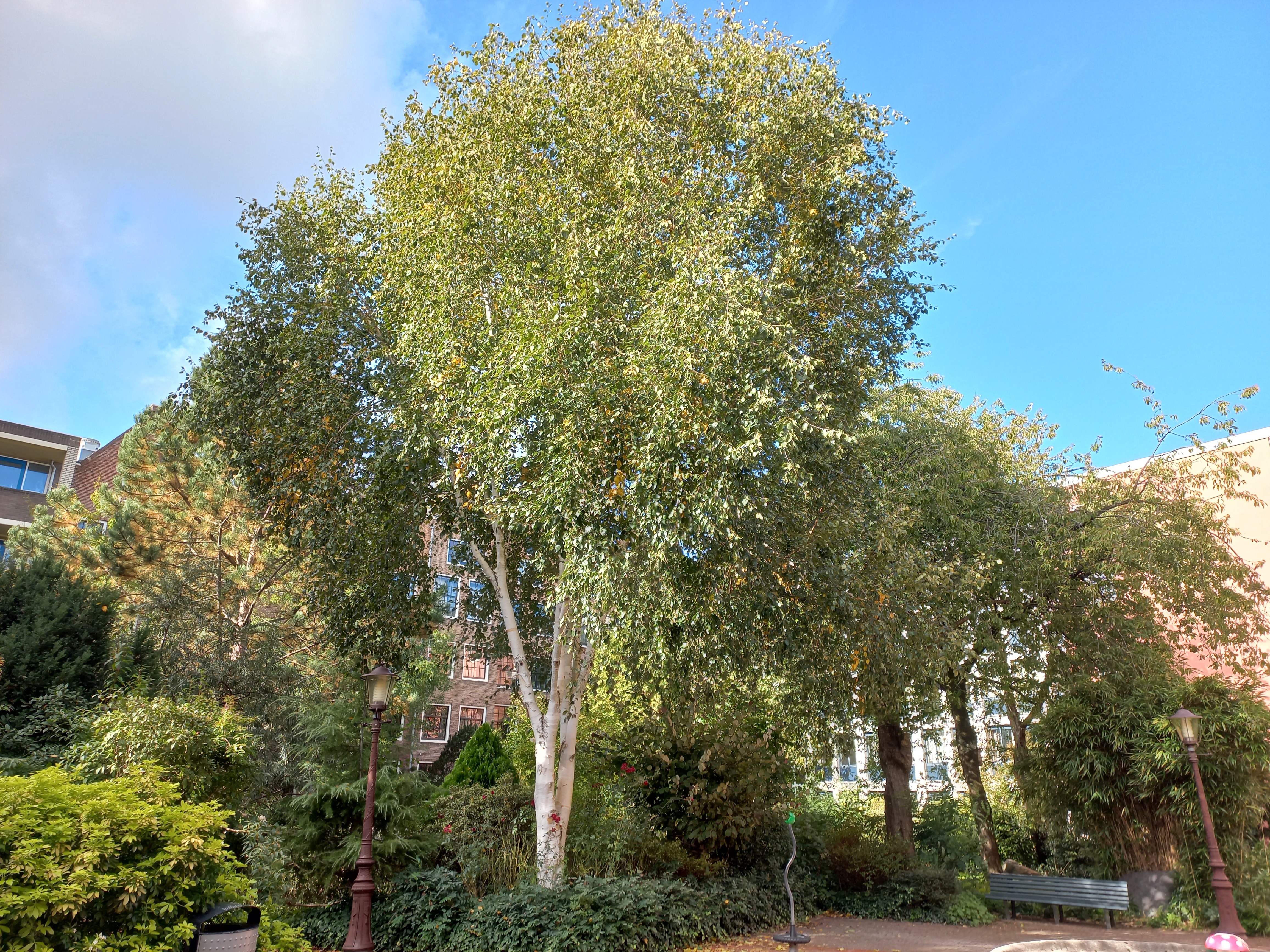
Nieuwe-Hoofdhof in 2022
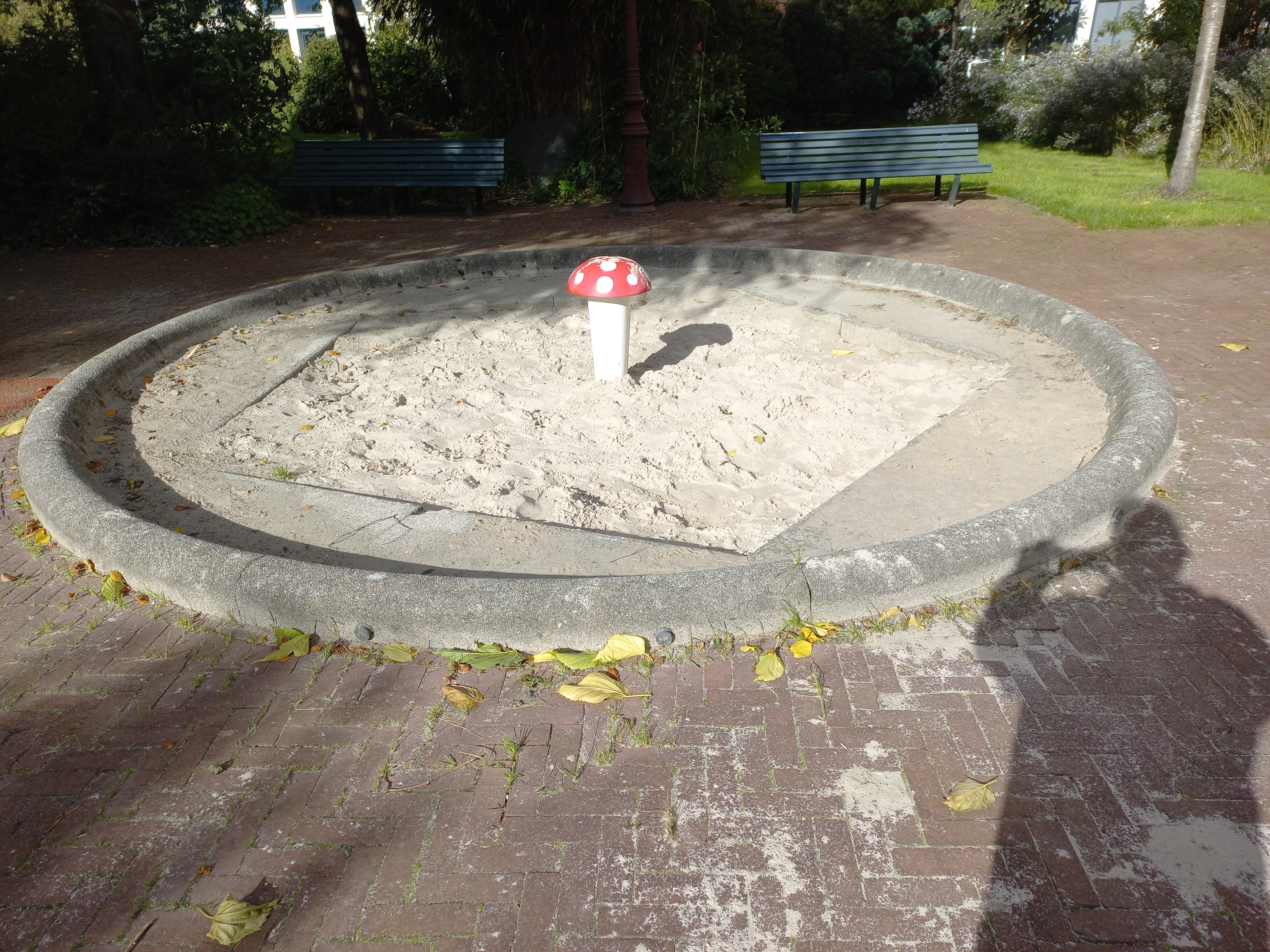
Zandbak van Van Eyck in 2022